# DinoCroc
DinoCroc ist ein US-amerikanischer Science-Fiction-Horrorfilm aus dem Jahr 2004. Regie führte Kevin O’Neill. Die Hauptrollen spielten Costas Mandylor, Bruce Weitz, Charles Napier und Joanna Pacuła. Als Ausführender Produzent fungierte Roger Corman.

## Handlung
Archäologen entdecken in Nordafrika das Fossil eines 16 Meter Dinosauriers, der mit den Krokodilen verwandt war. Aus der DNA geht hervor, dass es auf Grund eines bestimmten Enzyms so groß werden konnte. Die Gereco Corporation beauftragt den Wissenschaftler Dr. Campbell, dieses Wesen zu klonen. Doch eines Tages entkommt eines der geklonten Exemplare und tötet dabei eine Mitarbeiterin von Gereco. Gereco-Vorsitzende Paula Kennedy vertuscht den Fall und beauftragt den australischen Krokodiljäger Dick Sydney damit, das Krokodil wieder einzufangen. Derweil ist das Krokodil in rasender Geschwindigkeit zu einer Größe von 16 Metern herangewachsen und geht im Gerecoschutzgebiet am Grant Lake auf Menschenjagd.
Tom Banning hat indessen andere Sorgen. Nach dem Tod seines Vaters ist er nach Jahre langer Abwesenheit in seine Heimatstadt gekommen, um sich um seinen kleinen Bruder Michael zu kümmern.
Da Michael seinen Hund Lucky vermisst, wird Toms alte Liebe Diane Harper, die Tochter des Sheriffs, der Tom, als er 15 war, den Kiefer gebrochen hat, weil er mit Diane gefummelt hat, auf Michael aufmerksam, da sie das städtische Tierheim leitet. Von Michael erfährt sie, dass Tom wieder in der Stadt ist. Sie fährt zu ihm und sucht mit ihm nach Lucky. Sie finden ihn im Gerecoschutzgebiet, können ihn jedoch nicht einfangen. Als sie nachts nach Hause kommen, werden sie von Michael belauscht. Als dieser hört, wo sich Lucky befindet, macht er sich auf die Suche. Während der Suche nach Lucky wird Michael von dem Krokodil getötet. Als Tom davon erfährt, begibt er sich mit Dr. Campbell, Dick, Diane und dem Sheriff auf die Jagd nach dem Krokodil.
Dem Krokodil gelingt es, sich aus dem Schutzgebiet zu befreien und in einen gut besuchten Badesee zu gelangen, wo es seine Jagd auf Menschen fortsetzt. Dabei wird unter anderem auch Dr. Campbell von ihm getötet. In der folgenden Nacht versucht der Sheriff Jagd auf das Tier zu machen. Der Versuch endet jedoch in einem Desaster, bei dem etliche seiner Männer sterben. Erst jetzt ist er bereit Dianes Plan zu übernehmen, das Krokodil in eine Falle zu locken und mit Kohlenstoffmonoxid zu töten. Das Krokodil wird tatsächlich gefangen und scheinbar getötet. Als man jedoch die Falle öffnet, erwacht es erneut und tötet einen Menschen. Diane und Tom gelingt es schließlich, das Tier im richtigen Moment vor einen vorbeifahrenden Güterzug zu lotsen, der es rammt. Beide ziehen zufrieden ab. In der letzten Szene sieht man das Tier aber wieder durchs Bild laufen.

## Kritiken
Der Film wurde von den meisten Kritikern mittelmäßig bis sehr schwach bewertet. So wurden beispielsweise die CGI-Effekte und die schauspielerische Leistung der Darsteller scharf kritisiert. Meistens waren nur Trashfilm-Fans von diesem Film begeistert.

„Naiver, allenfalls für Freunde des Genres unterhaltsamer Tierhorror auf B-Picture-Niveau mit mittelprächtigen CGI-Effekten und ebensolchen Darstellern.“

„Nicht gerade ein Meisterwerk der Filmkunst, aber ein wahres Fest für Freunde des Tierhorrors.“

## Fortsetzung
Der Film Dinocroc vs. Supergator stellt einerseits die Fortsetzung von DinoCroc, andererseits die Fortsetzung von Supergator – Das Killerkrokodil (2007) dar.